# Jared Anderson
Jared Anderson est un chanteur de death metal américain né le 28 décembre 1975 et mort le 14 octobre 2006.

## Biographie
Il fonde, en 1997, son premier groupe Internecine, avec lequel il enregistre une démo la même année. En 1998, il devient le chanteur/bassiste de Hate Eternal le groupe de Erik Rutan.
En 2001, il devient chanteur du groupe de death metal Morbid Angel, au côté encore d'Erik Rutan.
En 2002, après avoir tourné avec Morbid Angel, il laisse sa place dans le groupe, et enregistre l'unique album de son groupe Internecine.
En 2003, après un nouvel album avec Hate Eternal, il quitte le groupe, ayant des problèmes de drogue. Erik Rutan assure le chant à sa place par la suite.
Le 14 octobre 2006, il est retrouvé mort dans son sommeil.
Le groupe Hate Eternal sortira l'album Fury & Flames en 2008, en son hommage.

## Discographie

### Avec Hate Eternal
- Conquering the Throne (1999)
- King of All Kings (2002)

### Avec Internecine
- The Book of Lambs (2002)